# Goffredo d'Angoulême
Goffredo (... – 1048) fu conte d'Angouleme dall'1032 alla sua morte.

## Origine
Secondo il monaco e storico, Ademaro di Chabannes, nel suo Ademari Historiarum III, Goffredo era il figlio secondogenito del conte d'Angouleme, Guglielmo IV e della moglie Gerberga d'Angiò, sorella di Folco Nerra, e figlia del  Conte di Angiò, Goffredo I e di Adele di Troyes.
Sia secondo il monaco e storico, Ademaro di Chabannes, che secondo la Historia Pontificum et Comitum Engolismensis, Guglielmo IV d'Angoulême era l'unico figlio del conte d'Angouleme, Arnoldo Manzer e della prima moglie, Raingarda, di cui non conosciamo gli ascendenti.

## Biografia
Suo padre, Guglielmo, nel 1028 diseredò i figli di suo fratello Audouino, in quanto la moglie di Audouino, Alaisia aveva cercato di avvelenare il suocero, Guglielmo IV.
In quello stesso anno, secondo il documento n° 633 del Cartulaire de l'Abbaye de Savigny, Goffredo assieme alla moglie, Petronilla (Gaufredus et uxor mea Petronilla), fece una donazione all'abbazia di Savigny, col consenso dei genitori e del fratello, Audouino (Vuillelmi comitis Engolismensis et uxoris eius dominæ Girbergiæ patris videlicet mei et matris et domini Elduini fratris mei)
Suo padre, Guglielmo IV, morì il 6 aprile 1028 e, come da sua richiesta fu sepolto nell'Abbazia di San Cybard, accanto ai suoi ascendenti; anche Ademaro di Chabannes riporta la morte di Guglielmo il 6 aprile 1028, e relativa sepoltura, inoltre ci informa, che il figlio Audouino, fece mettere una lapide in cui era scritto che morì al ritorno da un pellegrinaggio a Gerusalemme (Guillermus, Comes Engolismae, qui ipso anno, quo venit de Jerusalem, obiit in pace).
Suo fratello, Audouino, succedette a Guglielmo IV, precisando che governò la contea per quattro anni (Auduinus post mortem Guillermi patris sui quatuor annis Consulatum tenuit).
Aldouino morì dopo quattro anni e, secondo la Historia Pontificum et Comitum Engolismensis, gli succedette Goffredo (Successit in Consulatum Auduino Gaufridus seu Josfredus frater ejus), in quanto i figli di Audouino erano stati diseredati.
Nel documento n° CXX del Cartulaire de l'Abbaye de Saint-Etienne de Baigne (en Saintonge), datato 1032 e inerente ad una donazione, Goffredo viene citato col titolo di conte d'Angoulême (Gaufrido comite Engolimensi).
Secondo il documento n° XXV del Instrumenta della Gallia christiana, in provincias ecclesiasticas distributa, tome II, Goffredo ed i figli, Folco, Goffredo, Arnaldo e Mainardo (Gaufridi comitis Engolismensis, Fulconis, Gaufridi, Arnaudi, Mainardi filiorum eius.) fondarono la chiesa di Notre-Dame de Saintes.
Goffredo morì nel 1048, come ci viene confermato dalla Historia Pontificum et Comitum Engolismensis e, nella contea d'Angouleme gli succedette il figlio primogenito, Folco.

## Matrimoni e discendenza
La Historia Pontificum et Comitum Engolismensis, riporta che Goffredo aveva sposato Petronilla d'Archiac, figlia ed unica erede di Mainardo il Ricco, signore d'Archiac e di Bouteville e della moglie, Udulgarda. Petronilla a Bouteville fondò il monastero di San Paolo, dove poi fu inumata.
 Goffredo da Petronilla ebbe otto figli:
- Folco, detto Tagliaferro ( † 1087), conte d'Angouleme[15]
- Humberga ( † 1070 circa), che sposò il visconte Ademaro II di Limoges[17]
- Goffredo Rudel[14] ( † 1089), signore di Blaye
- Gerberga ( † 1068), che sposò Audouino II Signore di Barbezieux, come ci conferma il documento n° CCXXX del Cartulaire de l'Abbaye de Saint-Etienne de Baigne (en Saintonge), datato 1068 (Iterius de Berbezillo Alduini filius et Guitberge)[18]
- Arnaldo[14] ( † dopo il 1076)), signore di Montausier
- Mainardo[14] ( † dopo il 1047)
- Guglielmo ( † 1076), vescovo di Angoulême dal 1040 circa[6]
- Ademaro ( † 1101), vescovo di Angoulême dal 1076[6].

Dopo essere rimasto vedovo, nel 1028, nel 1030, Goffredo si sposò in seconde nozze con Ascelina, di cui non conosciamo gli ascendenti, come ci riporta il documento n° LXIX del Cartulaire de l'église d'Angoulême.
 Goffredo da Ascelina non ebbe figli.

## Ascendenza
|                          |                  |                       | Genitori                 |  |  | Nonni |  |  | Bisnonni                 |  |  | Trisnonni            |  |
|                          |                  |                       |                          |  |  |       |  |  | Guglielmo II d'Angoulême |  |  | Audoin I d'Angoulême |  |
|                          |                  |                       |                          |  |  |       |  |  | Guglielmo II d'Angoulême |  |  | Audoin I d'Angoulême |  |
|                          |                  | …                     |                          |  |  |       |  |  | Guglielmo II d'Angoulême |  |  |                      |  |
| Arnoldo d'Angoulême      |                  |                       |                          |  |  |       |  |  | Guglielmo II d'Angoulême |  |  |                      |  |
|                          |                  | …                     | …                        |  |  |       |  |  |                          |  |  |                      |  |
|                          |                  | …                     | …                        |  |  |       |  |  |                          |  |  |                      |  |
|                          |                  | …                     | …                        |  |  |       |  |  |                          |  |  |                      |  |
| Guglielmo IV d'Angoulême |                  | …                     |                          |  |  |       |  |  |                          |  |  |                      |  |
|                          |                  | …                     | …                        |  |  |       |  |  |                          |  |  |                      |  |
|                          |                  | …                     | …                        |  |  |       |  |  |                          |  |  |                      |  |
|                          |                  | …                     | …                        |  |  |       |  |  |                          |  |  |                      |  |
| Raingarda                |                  | …                     |                          |  |  |       |  |  |                          |  |  |                      |  |
|                          |                  | …                     | …                        |  |  |       |  |  |                          |  |  |                      |  |
|                          |                  | …                     | …                        |  |  |       |  |  |                          |  |  |                      |  |
|                          |                  | …                     | …                        |  |  |       |  |  |                          |  |  |                      |  |
| Goffredo d'Angoulême     |                  | …                     |                          |  |  |       |  |  |                          |  |  |                      |  |
|                          | Folco II d'Angiò | Folco I d'Angiò       |                          |  |  |       |  |  |                          |  |  |                      |  |
|                          | Folco II d'Angiò | Folco I d'Angiò       |                          |  |  |       |  |  |                          |  |  |                      |  |
|                          | Folco II d'Angiò | Rosalia di Loches     |                          |  |  |       |  |  |                          |  |  |                      |  |
| Goffredo I d'Angiò       | Folco II d'Angiò |                       |                          |  |  |       |  |  |                          |  |  |                      |  |
|                          |                  | Gerberga              | …                        |  |  |       |  |  |                          |  |  |                      |  |
|                          |                  | Gerberga              | …                        |  |  |       |  |  |                          |  |  |                      |  |
|                          |                  | Gerberga              | …                        |  |  |       |  |  |                          |  |  |                      |  |
| Gerberga d'Angiò         |                  | Gerberga              |                          |  |  |       |  |  |                          |  |  |                      |  |
|                          |                  | Roberto di Vermandois | Erberto II di Vermandois |  |  |       |  |  |                          |  |  |                      |  |
|                          |                  | Roberto di Vermandois | Erberto II di Vermandois |  |  |       |  |  |                          |  |  |                      |  |
|                          |                  | Roberto di Vermandois | Adele di Neustria        |  |  |       |  |  |                          |  |  |                      |  |
| Adele di Troyes          |                  | Roberto di Vermandois |                          |  |  |       |  |  |                          |  |  |                      |  |
|                          |                  | Adelaide di Châlon    | Gilberto di Borgogna     |  |  |       |  |  |                          |  |  |                      |  |
|                          |                  | Adelaide di Châlon    | Gilberto di Borgogna     |  |  |       |  |  |                          |  |  |                      |  |
|                          |                  | Adelaide di Châlon    | Ermengarda di Autun      |  |  |       |  |  |                          |  |  |                      |  |
|                          |                  | Adelaide di Châlon    |                          |  |  |       |  |  |                          |  |  |                      |  |

### Fonti primarie
- (LA)  Monumenta Germaniae Historica, Scriptores, tomus IV[collegamento interrotto].
- (LA)  Ademarus Engolismensis, Historiarum Libri Tres.
- (LA)  Historia Pontificum et Comitum Engolismensis.
- (LA)  Cartulaire de l'église d'Angoulême.
- (LA)  Gallia christiana, in provincias ecclesiasticas distributa, tome II.
- (LA)  Cartulaire de l'Abbaye de Savigny.
- (LA)  Cartulaire de l'Abbaye de Saint-Etienne de Baigne (en Saintonge).
- (LA)  Recueil des historiens des Gaules et de la France. Tome 12.

### Letteratura storiografica
- Louis Halphen, "La Francia dell'XI secolo", cap. XXIV, vol. II (L'espansione islamica e la nascita dell'Europa feudale) della Storia del Mondo Medievale, 1999, pp. 770–806.